# Amparo Ferrando Sendra
Amparo Ferrando Sendra (Alcoi, 25 d'octubre de 1965) és una política valenciana, diputada al Congrés dels Diputats en la VII, VIII, IX i X legislatura.

## Biografia
És llicenciada en dret i en peritatge mercantil. Militant del Partit Popular, fou elegida regidora de turisme a l'ajuntament d'Alcoi a les eleccions municipals espanyoles de 1995 i tinent d'alcalde a les eleccions municipals espanyoles de 1999.
Fou diputada per la província d'Alacant a les eleccions generals espanyoles de 2000, 2004 (substituint Iñigo Herrera Martínez de Campos), 2008 (substituint Miguel Antonio Campoy Suárez) i 2011. Ha estat vocal de la Delegació espanyola en el Grup d'Amistat amb l'Assemblea Nacional Francesa (2000-2004). secretària segona de la Comissió d'Afers Exteriors (2006-2008) i des de 2011 vicepresidenta primera de la Comissió per a les Polítiques Integrals de la Discapacitat.